# Design for manufacturability
Design for manufacturability (DFM), letterlijk: ontwerpen voor produceerbaarheid, is een methodiek waarbij de nadruk op de maakbaarheid van het ontwerp ligt.
De toegepaste methodiek kan voor vakgebieden verschillend zijn. Het gemeenschappelijke kenmerk is dat er methodisch nagedacht wordt over hoe het ontwerp vervaardigd kan worden.

## Voordeel
Het voordeel van DFM is dat in een vroeg stadium van het ontwerp potentiële vervaardigingsproblemen ontdekt kunnen worden. Deze problemen kunnen dan, door het ontwerp aan te passen, voorkomen worden. Een ander voordeel van het DFM is dat de kosten voor de vervaardiging van het ontwerp al in een vroeg stadium bekend zijn. Door het ontwerp hierop aan te passen, is het mogelijk om de kosten voor de productie van het ontwerp zo laag mogelijk te houden. Door de produceerbaarheid van het ontwerp eerder in het ontwerpproces te betrekken, kan de marktintroductietijd korter zijn. Dit is voor ontwerpen met een korte productlevenscyclus zeer belangrijk.

## Toepassing

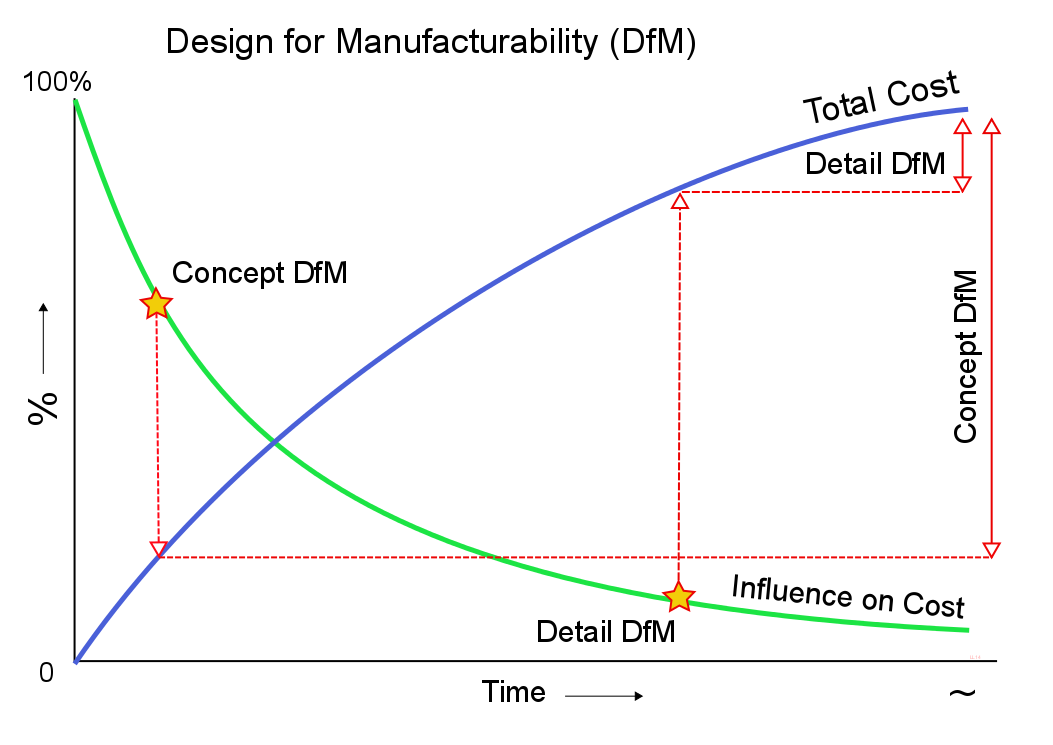
Visualisatie van het gebruik van de DfM methodiek in het ontwerpproces.

De DFM-methodiek wordt toegepast om:
- in het ontwerpproces de gehele kosten van de productieketen zichtbaar te maken
- het ontwerp te versimpelen en daardoor de kwaliteit te verhogen
- de communicatie tussen de verschillende disciplines (inkoop, productie, verkoop etc.) te verbeteren
- de bestaande productiekosten te verminderen

Door in het ontwerpproces de DFM-methodiek vroeg toe te passen kan de doorlooptijd en de kosten van het ontwerp significant positief beïnvloed worden. (zie grafiek)

## Toegepaste methodieken
In het algemeen worden in een matrix de verschillende stappen in het productieproces gevisualiseerd en gekwantificeerd. Hierdoor wordt een theoretisch model van het proces gecreëerd.  Met behulp van dit model kunnen eenvoudig veranderingen in het proces gesimuleerd worden.

## DFM-regels
Om niet elke keer het wiel opnieuw uit te vinden, kunnen DFM-regels worden opgesteld. Op deze manier wordt de beschikbare kennis van productieprocessen in een organisatie geborgd.